# Hotel Kavkaz
Hotel Kavkaz (dříve zejména Hotel Weimar) je honosná, chátrající stavba v lázeňském centru Mariánských Lázní z roku 1821. Hotel se nachází v nejvyšší části Goethova náměstí, spolu s lázeňskými domy Zelený kříž a Černý orel.

## Historie

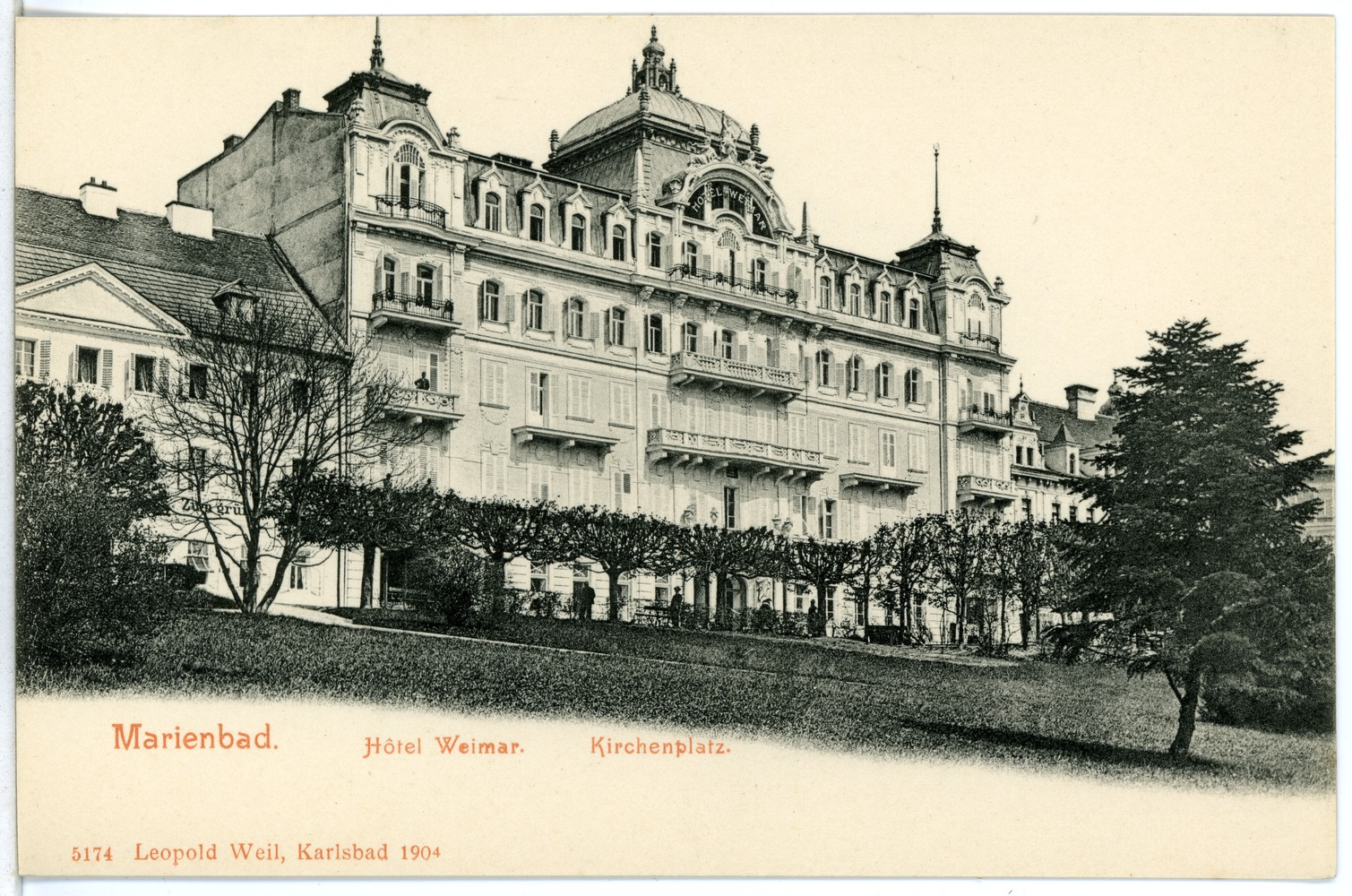
Hotel Weimar v roce 1904 po poslední přestavbě

Na slunném vyvýšeném severozápadním okraji Goethova (tehdy Horního) náměstí se rozhodl postavit svůj palác Franz von Klebelsberg-Thumburg. Stavba začala v roce 1818 a byla dokončena v květnu 1821. Dokončený dům byl dvoupatrový, měl 13 oken v průčelí a 6 oken na křídlech. Uvnitř bylo 35 pokojů, 3 kuchyně, stáje pro 24 koní a ve dvoře stání pro 10 povozů. Z obou stran domu byly z náměstí vjezdy pro kočáry a nad hlavním vchodem uprostřed čelní fasády byl vyhlídkový balkon. Na dvůr za palácem do svahu plynule navazovaly upravené zahrady o rozloze cca 3 700 m² (1 152 klafterů). Dům získal po svém otevření právo pohostinství a začal ubytovávat hosty.
Podle svého majitele byl dům nejprve znám jako Klebelsberkův palác, po několika návštěvách výmarského velkovévody Karla Augusta byl později přejmenován na jeho počest na „Gasthof zur Stadt Weimar“, z čehož vzniklo zkrácené Hotel Weimar.
6. března 1870 koupil hotel Filip Hammerschmid a v roce 1872 jej nechal přestavět. Palác v této podobě již nebyl dominantou náměstí a srovnal svou výšku s okolními stavbami. Filipův syn Josef Hammerschmid však nechal hotel znovu přestavět v roce 1904 a to ve velkorysém stylu pro slavného hosta – anglického krále Edwarda VII, který již předtím v hotelu opakovaně pobýval. Přestavbu ve stylu secese navrhoval vídeňský architekt Arnold Heymann a došlo během ní jak ke změnám fasád a rozsáhlým úpravám zahrad, tak k moderní výbavě interiérů. V exteriérech se tato podoba zachovala dodnes.

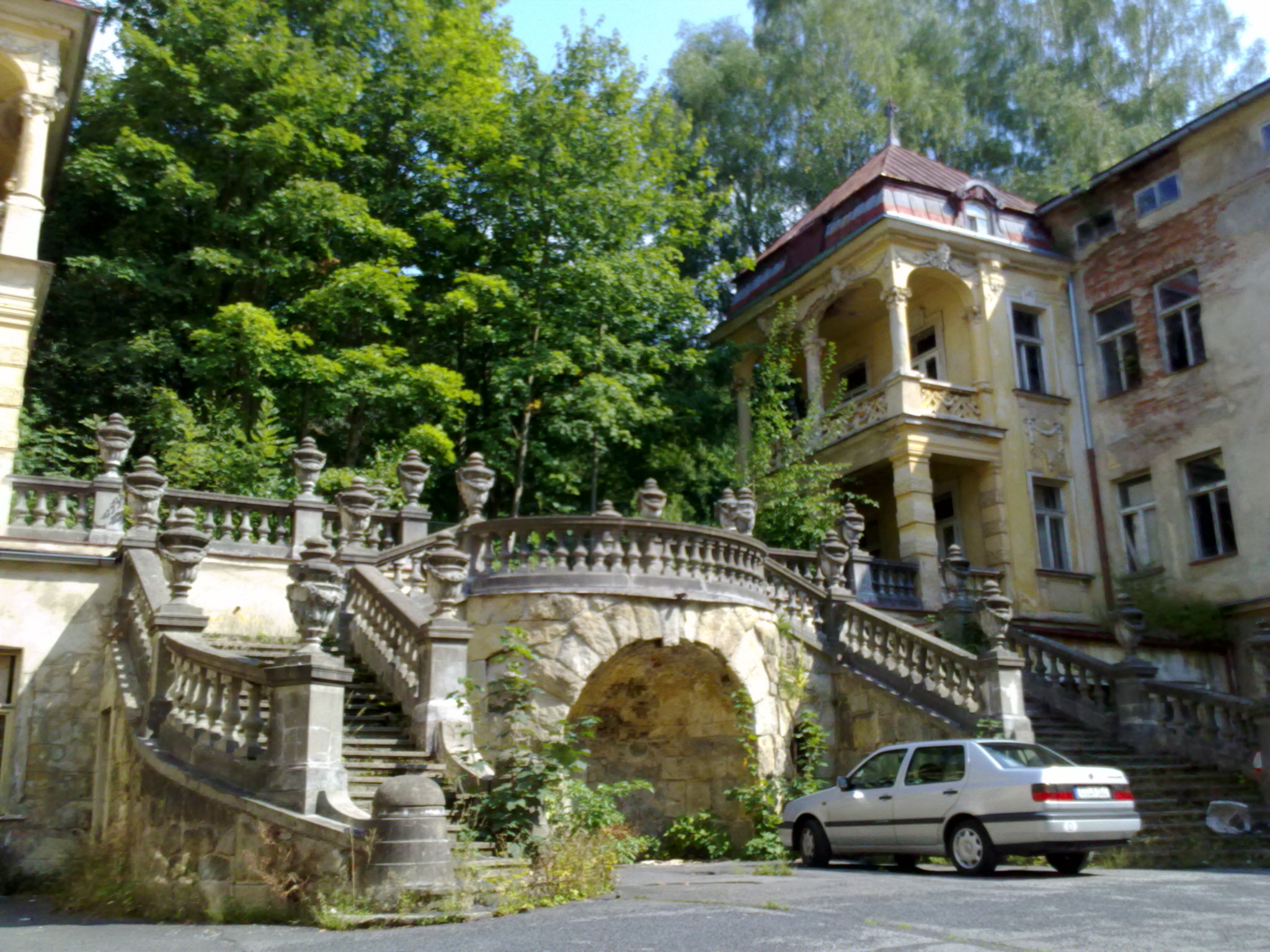
Dvůr za hotelem ještě s oběma bočními křídly v roce 2012

Posledními majiteli z rodu Hammerschmid byl Theodor a poté jeho vdova. V roce 1945 hotel přejmenovali američtí vojáci na King of England (a okolní náměstí na Americké náměstí) a ubytovali se v něm američtí důstojníci. Okolo roku 1950 převzala hotel do svých rukou místní organizace Československých státních lázní. V souvislosti s tím byl hotel přejmenován na Kavkaz (a náměstí na náměstí Klementa Gottwalda). Nový majitel nechal provést rekonstrukci interiérů tak, že došlo k propojení se sousedními domy Zelený kříž (tehdy Split) a Černý orel (tehdy Jitřenka). Celý komplex sloužil do roku 1990 jako lázeňské sanatorium, poté krátce opět jako lázeňský hotel, ale 1994 byl uzavřen a od té doby je opuštěn.
V lednu 2018 se v jednom ze zadních křídel hotelu propadly stropy a kvůli narušené statice nosných zdí byl v následujících dnech celý zadní trakt stržen k zemi.
Přes podezření na pohyb osob v objektu hasiči v sutinách nikoho nenašli.

## Významní hosté
- Už v roce 1821 a poté opět v roce 1822 zde pobýval Johann Wolfgang von Goethe. Na domě poté bývala až do roku 1945 jeho pamětní deska.[2]
- Karl Augustus, velkovévoda Sasko-výmarsko-eisenašský.[2]
- Edward VII., král Spojeného království.[2]
- 16. srpna 1904 se zde král Edward VII. a císař František Josef I. setkali na slavnostní hostině (císař však bydlel jinde).[5]
- Alexandr I. Karađorđević, král Srbů, Chorvatů a Slovinců, i s královnou Marií.[2]
- Německý maršál August von Mackensen.[2]